# Banu Sulaym
Els Sulaym o Banu Sulaym (àrab: بنو سليم, Banū Sulaym) foren una tribu àrab, branca dels Qays Aylan. La seva nisba és as-Sulamí, per tant els membres de la tribu poden anomenar-se els sulamís.
El seu ancestre és Sulaym ibn Mansur ibn Íkrima ibn Khàssafa ibn Qays Aylan i vivien originalment al Hijaz. Estaven dividits en tres faccions: els Imru-l-Qays (amb tres subgrups), els Hàrith (diversos subgrups) i els Thàlaba (dos subgrups). Abans de l'islam tenien bones relacions amb Medina. Una bona part van fer apostasia a la mort de Mahoma. Anys després van ser partidaris de Muàwiya I contra Alí ibn Abi-Tàlib. Van donar diversos personatges:
- Utba ibn Fàrkad, governador de Mossul el 641 i més tard (en data desconeguda) de l'Azerbaidjan.
- Abu-l-Àwar, governador d'al-Urdunn sota Muàwiya I. Un besnet seu, esmentat dubtosament com a nebot, Ubayda ibn Abd-ar-Rahman as-Salamí probablement fou governador de l'Azerbaidjan sota Úmar ibn Abd-al-Aziz, vers 717-720, valí d'Ifríqiya sota Hixam ibn Abd-al-Màlik (728-732) i d'al-Urdunn sota al-Walid II (743–744).
- Ubayd-Al·lah ibn al-Hajjaj ibn Ilat, governador d'Homs sota Muàwiya I. El seu net Ubayd-Al·lah ibn Nasr fou membre del diwan del mateix califa.

Després els Sulaym foren partidaris d'Abd-Al·lah ibn az-Zubayr i van participar en la batalla de Marj ar-Ràhit (684) on en van morir sis-cents. El 692/693 apareixen combatent els taghlibites a al-Bixr, manats per al-Jahhaf ibn Hakim adh-Dhakwaní. Posteriorment es van establir a Kufa, a Bàssora, al Khurasan, a la Jazira i al nord de Síria i van recuperar la confiança dels califes; alguns membres de la tribu van exercir càrrecs de govern:
- Qays ibn al-Hàytham, governador del Khurasan del 662 al 664.
- Abd-Al·lah ibn Khàzim, governador de Khurasan del 661 al 662 i del 683 al 692. El 664 va ser nomenat però se li va presentar una acusació d'usurpació del govern, de la que fou absolt i hauria deixar al comandament al seu fill al-Hariz ibn Abd Allah. Va recuperar el govern però poc després ja apareix un nou governador.
- Kathir ibn Abd-Al·lah, de malnom Abu-l-Aj ('l'home amb dents d'elefant' per les seves llargues incisives), governador de Bàssora per poc temps sota Hixam ibn Abd-al-Màlik.
- al-Àixras ibn Abd-Al·lah as-Sulamí, governador del Khurasan (727-730).
- Mansur ibn Úmar ibn Abi-l-Kharqà, governador interí del Khurasan (vers 730).
- Ussayd ibn Zàfir, governador d'Armènia sota els omeies marwànides (684-750), vers els darrers anys de la dinastia, però probablement com a delegat del governador titular.
- Yazid ibn Ussayd as-Sulamí, governador d'Armènia sota els califes abbàssides al-Mansur i al-Mahdi 753-755, 759-769 i 774-778/780. Fou també governador de la Jazira.
- Yússuf ibn Raixid as-Sulamí, governador d'Armènia 786-787
- Khàlid ibn Yazid ibn Ussayd as-Sulamí, governador d'Armènia (794).
- Àhmad ibn Yazid ibn Ussayd as-Sulamí, governador de Mossul i d'Armènia (796-797)
- Abd-Al·lah ibn Àhmad as-Sulamí, governador d'Armènia (825-826 i 829)

Els Sulaym van emigrar en part a Armènia. Ni els xaibànides ni cap altre grup o tribu dels Ràbia va poblar Armènia més amunt del Taurus a més d'amb la frontera síria i de la Jazira amb l'Imperi Romà d'Orient i com a defensa contra els khàzars a la frontera del Caucas, especialment a Derbent. Al segle viii, després de la revolta armènia del 774-775, es va considerar adequat mantenir una forta població àrab a Armènia i milers d'àrabs es van establir entre Bidlis i Karin (Teodosiòpolis, moderna Erzurum).
Quan vers el 640 els àrabs van dominar Kemah, ja fou un sulami qui la va conquerir: Umayr ben al-Hubab. Durant el període omeia, el qaisita Mansur ben Djawana va donar el seu nom a la fortalesa de Hisn Mansur al sud de Melitene (Malatya). El 752 la fortalesa de Kemakh estava en mans d'un general qaisita durant l'atac ordenat per l'emperador romà d'Orient, Constantí V, contra Teodosiòpolis i Melitene.
Posteriorment, consolidats els abbàssides, diversos qaisites dels al-sulaim foren governadors d'Armènia. Els emirs de Manazkert forten també qaisites sulaymides o sulamides.
Una branca dels Sulaym va restar al Hijaz i es va revoltar sense èxit el 845. Posteriorment foren absorbits com altres tribus pels Harb procedents del Iemen. Un grup dels Sulaym va emigrar a Egipte amb els Hilal i al segle xi van abandonar aquesta regió per conquerir i establir-se a la Cirenaica passant després una part a la Tripolitana. Al final del segle xii van envair Tunísia i van arribar fins al Marroc, però la major part va restar a Cirenaica.